# Santa Marina (Campânia)
Santa Marina é uma comuna italiana da região da Campania, província de Salerno, com cerca de 3.292 habitantes. Estende-se por uma área de 28,23 km², tendo uma densidade populacional de 116,61 hab/km². Faz fronteira com Ispani, San Giovanni a Piro, Morigerati, Torre Orsaia, Vibonati.

## Demografia
| Variação demográfica do município entre 1861 e 2011                               |
|                                                                                   |
| Fonte: Istituto Nazionale di Statistica (ISTAT) - Elaboração gráfica da Wikipedia |